# Jeżeli...
Jeżeli... (ang. if...) – brytyjski film fabularny z 1968 roku w reżyserii Lindsaya Andersona. Zdobywca Złotej Palmy na 22. MFF w Cannes w 1969.
Film kręcony był podczas rewolty studentów w maju 1968 w Paryżu, wokoło szkoły do której chodził Lindsay Anderson, reżyser dzieła. Jest pierwszą częścią trylogii złożonej z O Lucky Man! (1973) i z Britannia Hospital (1982). Anderson cytował Jeana Vigo jako jednego z inspiratorów dzieła.

## Obsada
- Malcolm McDowell jako Mick Travis
- David Wood jako Johnny Knightley
- Richard Warwick jako Wallace
- Christine Noonan jako dziewczyna
- Rupert Webster jako Bobby Philips
- Robert Swann jako Rowntree
- Hugh Thomas jako Denson
- Michael Cadman jako Fortinbras
- Peter Sproule jako Barnes
- Peter Jeffrey jako nauczyciel
- Anthony Nicholls jako generał Denson
- Arthur Lowe jako pan Kemp
- Mona Washbourne jako Matron
- Mary MacLeod jako pani Kemp
- Geoffrey Chater jako kapelan

## Treść
Spędziwszy lato w Londynie, jednej ze stolic kontrkultury i buntu, Mick Travis (Malcolm McDowell) wraca do swej szkoły, typowo brytyjskiej, z internatem i mundurkami. College House, miejsce w którym mieszka, jest instytucją o ostrych podziałach hierarchicznych i wszechobecnej przemocy wobec osób znajdujących się na niższych szczeblach hierarchii. Wraz z dwoma przyjaciółmi, Wallace’em i Knightleyem, Mick organizuje protest przeciwko istniejącemu systemowi – protest dość klasyczny, polegający na przemycaniu wódki, zakazanych wyjściach do miasta, itp. Spotyka ich za to kara, która ma stać się dla innych przykładem; kara ta (fizyczna) jest jednak niewspółmiernie wysoka w stosunku do występku. Trzej koledzy, wraz z kilkoma nowymi osobami, wypowiadają wtedy wojnę swym przełożonym, instytucji, i biernym kolegom.
Film kończy się w sposób takoż brutalny jak i surrealistyczny: strzelaniną i rzucaniem granatów. Instytucja umiera, a upadek jej przełożonych jest natomiast daleki od godnego.